# Анна Ивановна (дочь Ивана Грозного)
Царе́вна А́нна Ива́новна, Анна Иоа́нновна (10 августа 1549 — 20 июля 1550) — старшая дочь Ивана IV Грозного и его первой жены Анастасии Захарьиной-Юрьевой, рожденная на втором году брака. Прожила менее года.

## Биография
Рождение царского первенца было отмечено по стране колокольным звоном и праздничными службами.
В честь её рождения в тот же день царем собственноручно был заложен деревянный «обетный» храм во имя Иоакима и Анны в московском Новодевичьем монастыре. (С тем же именем церковь была заложена царем и в Вологде первая Церковь Покрова на Торгу при его деревянном дворце). Спустя неделю после рождения 18 августа Анна была крещена в Новодевичьем монастыре в честь богоотец Анны (празднуется 9 сентября). Восприемниками царевны стали старцы из отдаленных пустыней, Адриан и Геннадий (по некоторым предположениям, Геннадий Костромской и Любимоградский).
...и как родилась царевна, Иоанн приехал в Новодевичий монастырь и обложил храм св. Иоакима и Анны, тут слушал всенощную и заутреню, утром церковь освещал и дочь свою крестил; восприемниками были два старца: Адриан из Андросовой пустыни и Геннадий из Сарайской; о крестных матерях не говорится (С. Соловьев. «История России с древнейших времен. 1584—1613 гг.»)
Возможно, закладка обетной церкви и крещение в ней (последнее — вопреки обычаю) новорожденной являются вольным перетолкованием внешне очень похожего обряда, совершенного на Ваганькове Василием III — отцом Ивана Грозного, в 1531 г. по случаю рождения первенца.
Царевна умерла, не прожив и года, и была похоронена в той же церкви, в XVII веке прах царевны был перенесен в усыпальницу под собором.
В Иосифо-Волоколамский монастырь царь сделал много вкладов в память о ней.

## Храм
Обстоятельства жизни Анны важно для датировки строения Новодевичьего монастыря. Позже на месте её деревянного обетного храма в Новодевичьем монастыре начали строить каменный — по версии одного из исследователей, «строить каменную церковь царь должен был начать тот же час, под впечатлением смерти дочери, в момент внезапно наступившей бездетности — до 1552 г., когда царица вновь ждала ребёнка». Церковь была усыпальничной или надгробной. Возможно, Несвижский план включает её изображение.
Тот факт, что над захоронением царевны началось строительство подобного сооружения, являлся необычным — поскольку до этого не было обычая широко править памяти по умершим младенцам, даже царственного роду, они удостаивались лишь тесных усыпальниц. «Однако случай с царевной Анной — особый. Царь не только похоронил царевну в отдельной, пусть даже деревянной церкви, но и был вынужден начать строить над нею церковь каменную. По всей видимости, это один из результатов совершившегося тремя годами раньше венчания на царство, попытка изменения протокола по византийскому (возможно, выдуманному) шаблону».
Храм простоял около полутора веков, был недостроен, долго стоял неосвящённым, рухнул и был разобран. Останки царевны были перенесены в усыпальницу под собором в присутствии царевны Софьи, которая в том же 1685 году пожертвовала обители 9 серебряных лампад. Царевна Анна была положена под алтарем соборной церкви.
Лещадная летопись над гробом царевны Анны, установленная ктитором монастыря царевной Софьей Алексеевной, гласит:

«Лета 7058 (1550) июля в 20 день, преставися царевна и великая княжна Анна Иоанновна, дщерь благовернаго царя и великаго князя Иоанна Васильевича, всея России самодержца, а погребена была в сем монастыре в деревянной церкви богоотец Иоакима и Анны, на коем месте построена была каменная, а стояла не освящена многие годы, и та церковь для ветхости разобрана, и в лето 7193 (1685) мая в 25 день при державе благородных великих государей и великих князей Иоанна Алексеевича, Петра Алексеевича, всея Великия и Малыя и Белыя России самодержцев, изволением сестры их государевы великия государыни благородныя царевны и великия княжны Софии Алексеевны, тоя благородныя царевны и великия княжны Анны Иоанновны тело в прежней каменной гробнице и с надписанною прежнею доскою пренесено и поставлено на сем месте соборныя церкви под алтарем, а тезоименитство ея сентября в 9 день, а на пренесении была великая государыня благородная царевна и великая княжна София Алексеевна»